# 沙灘手球

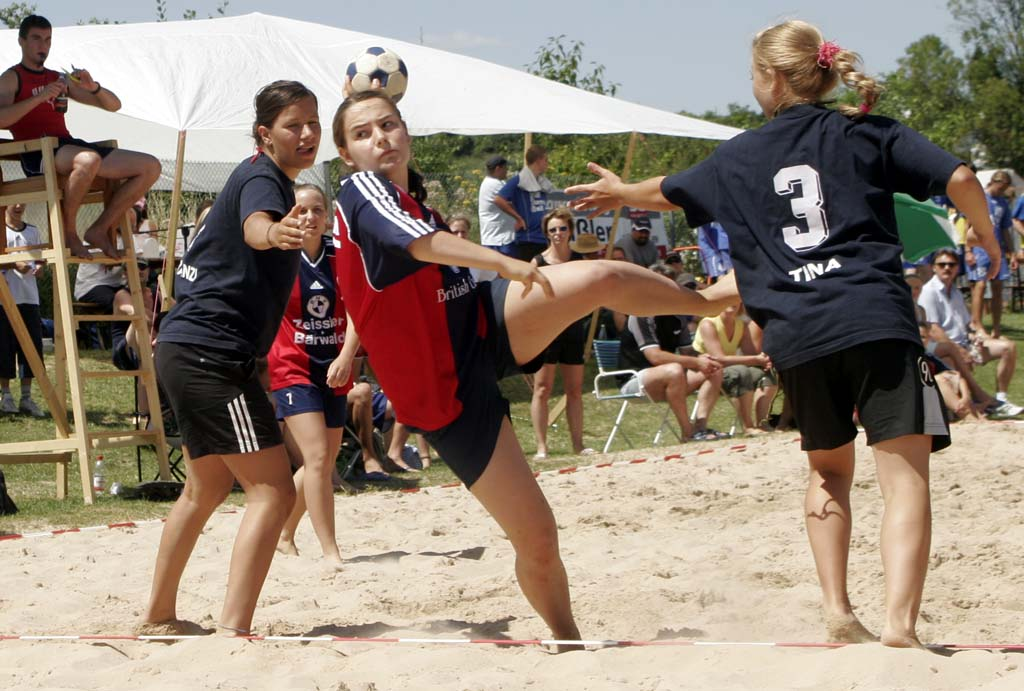
沙灘手球

沙灘手球，是一種在沙地上玩的手球運動，每隊上場人數4個人，包括一位守門員。其比賽方式除了赤腳在沙地上球以外，其餘與傳統傳統手球規則相仿。比賽用球是橡膠製品，很容易用單手抓著，有利於持球員傳球及射門；再加上場地鋪著厚沙，球員比較不容易受傷，因此勇於做出一些高難度的動作，也使得球賽可看性提高。